# Ubuntu
Ubuntu este un sistem de operare bazat pe Linux pentru computerele personale, servere și netbook-uri. Rudă apropiată a sistemului de operare Debian GNU/Linux, Ubuntu este ușor de instalat și folosit, des actualizat și neîngrădit de restricții legale. Ubuntu este sponsorizat de Canonical Ltd., o companie privată fondată de antreprenorul sud-african Mark Shuttleworth.
Numele sistemului de operare provine din limba zulusă, unde „ubuntu” este o ideologie ce poate fi definită pe scurt drept „credința într-o legatură universală ce unește întreaga omenire”. Sloganul adoptat, „Linux pentru ființe umane” încorporează unul din scopurile declarate ale proiectului, acela de a face din Linux un sistem de operare popular și ușor de folosit. Cea mai recentă versiune Ubuntu este 22.10, Kinetic Kudu.

## Scurt istoric

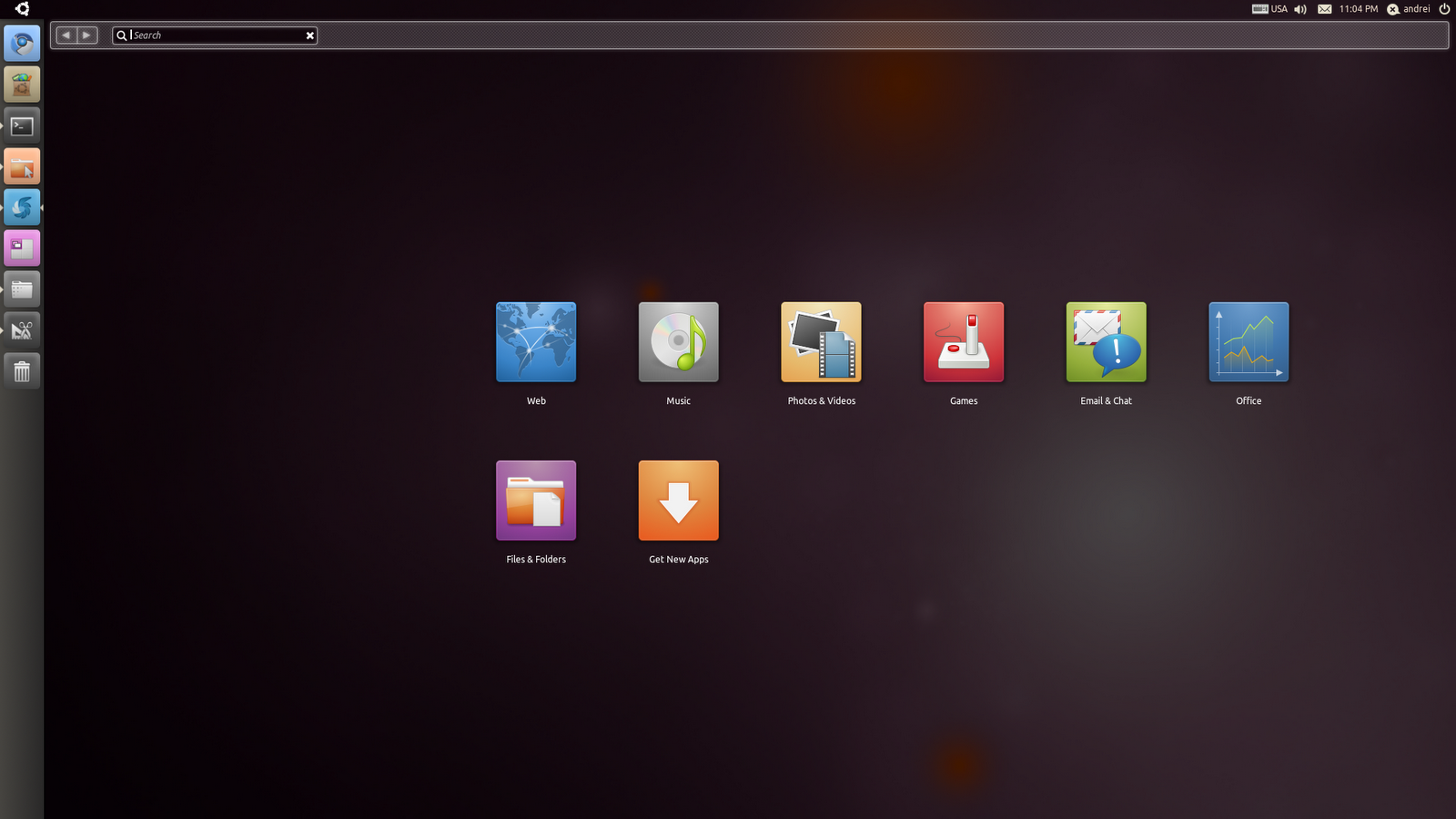
Ecranul Acasă pe Ubuntu Unity

Inițial cunoscută sub numele de cod no-name-yet.com, prima versiune Ubuntu a apărut ca o copie temporară a proiectului Debian, pe data de 20 octombrie 2004. Tot atunci s-a hotărât ca Ubuntu să folosească periodic cod sursă din Debian, pentru a înlesni lansarea unei noi versiuni la fiecare șase luni și pentru ca variația cauzată de „bifurcare” să nu ducă la un sistem de operare fundamental diferit.
Ubuntu urmărește îndeaproape lansările de noi versiuni ale mediului de lucru GNOME. Spre deosebire de alte sisteme de operare derivate din Debian, precum Xandros, Linspire sau Libranet, Canonical dorește ca Ubuntu să fie compus predominant din software liber.
Ubuntu împrumută pentru managementul software-ului tehnologia Advanced Packaging Tool din Debian. Software-ul se prezintă în „pachete” provenind în mare parte din repozitoriul Debian unstable, dar aceasta nu este o condiție pentru ca un pachet să funcționeze corect în ambele sisteme de operare. Câțiva din dezvoltatorii Ubuntu întrețin pachete din repozitoriile Debian, iar contribuțiile lor sunt anunțate imediat și nu la lansarea noii versiuni. Ian Murdock, fondatorul Debian, a criticat Ubuntu în aprilie 2005 pentru incompatibilitățile apărute, Ubuntu ajungând, în opinia sa, să difere foarte mult de Debian.
Erorile găsite în Ubuntu sunt gestionate prin interfața web Launchpad, aceasta încorporând sistemul de control al versiunilor Bazaar, motorul de traducere colectivă Rosetta și bug-trackerul Malone.
Ubuntu este actualmente susținut financiar de către Mark Shuttleworth prin compania acestuia, Canonical. La data de 8 iulie 2005 Canonical a anunțat apariția Fundației Ubuntu, căreia i-a donat un capital inițial de 10 milioane de dolari americani. Scopul fundației este de a asigura suportul și dezvoltarea versiunilor viitoare ale Ubuntu, dar până acum rolul acesteia a fost unul pasiv. Shuttleworth a descris fundația drept un fond de urgență pentru eventualitatea în care Canonical încetează susținerea financiară.
La 1 mai 2007 producătorul american de calculatoare Dell a anunțat că urmează să livreze computere de birou și laptopuri cu Ubuntu preinstalat, iar la 24 mai comercializarea acestor sisteme a început. Clienții pot cumpăra suport tehnic de la Canonical, prin Dell.

## Caracteristici

### Ușurința în folosire
În versiunile mai vechi de Ubuntu, acesta a folosit mediul de lucrare Unity, dar în prezent acesta folosește GNOME, al cărui scop este să ofere o interfață gratuită, simplă și intuitivă, dar în același timp și o pleiadă de aplicații și programe moderne. Suita de birou Libre Office, navigatorul web Mozilla Firefox și editorul grafic Gimp sunt câteva din programele distribuite implicit.
După instalarea sistemului de operare, utilizatorul este întâmpinat de un spațiu de lucru fără pictograme, în care culorile portocaliu și maro sunt predominante. Programele de uz general sunt instalate în meniul „Aplicații”. Locațiile importante și cele mai des frecventate sunt grupate în meniul „Places”. Modificarea parametrilor de funcționare se poate face cu ușurință din meniul „System”. Ferestrele deschise pot fi vizualizate în bara din josul ecranului.
Ubuntu este localizat în peste 40 de limbi, inclusiv limba română. Utilizatorii se pot folosi de unealta de traducere Rosetta pentru a contribui corecturi și/sau traduceri noi.
Din dorința de a-l face mai ușor de folosit, dezvoltatorii au pus accent pe folosirea comenzii sudo. Această comandă permite utilizatorilor să îndeplinească sarcini administrative fără a iniția o sesiune cu drepturi administrative.

### Metode de distribuție
Ubuntu poate fi descărcat ca imagine ISO și încape cu ușurință pe un DVD sau pe o Memorie USB. Multe distribuții Linux necesită descărcarea a numeroase imagini ISO și procesul lor de instalare poate dura câteva ore, dar Ubuntu poate fi instalat rapid, de pe un singur disc sau memorie USB.
Începând cu versiunea 6.06, CD-ul de instalare Ubuntu poate fi folosit și ca LiveCD. În acest fel, utilizatorul poate experimenta cu programele disponibile și verifica compatibilitatea sistemului de operare cu hardware-ul existent fără a porni procesul de instalare. Există și un CD alternativ, pentru cei ce întâmpină probleme la instalarea de pe LiveCD, au un sistem slab performant sau pur și simplu doresc o instalare avansată folosind programul debian-installer.
LiveCD-ul conține și o colecție de software open source ce poate fi instalat pe sistemul de operare Microsoft Windows: Mozilla Firefox, Mozilla Thunderbird, AbiWord, Blender sau ClamWin.
Fiecare versiune este lansată în două variante: una destinată instalării pe computere personale de birou și laptopuri și o a doua pentru servere. Prima este disponibilă pentru arhitecturile x86 și x86-64, în timp ce la a doua se adaugă suport pentru arhitectura SPARC (fără LiveCD).

### Accesibilitate pentru persoanele cu dizabilități și internaționalizare
Ubuntu este un sistem de operare ce pune accent pe accesibilitate și internaționalizare, în scopul său de a acapara o audiență cât mai mare. Începând cu versiunea 5.04, Ubuntu folosește implicit sistemul de notație UTF-8 și dispune de software pentru facilitarea uzului pentru persoane cu dizabilități.
Rosetta este parte integrantă din Launchpad și permite utilizatorilor să contribuie cu traduceri într-o manieră facilă.

### Ușurința în instalare
Ubuntu poate fi instalat folosind un LiveCD. Utilizatorul trebuie să pornească computerul folosind acest LiveCD și nu hard disk-ul. Urmează procesul de instalare, în care utilizatorul este ghidat de un program special. Informații amănunțite despre procesul de instalare se pot găsi pe site-ul oficial.
După instalare, Ubuntu oferă o opțiune de actualizare automată. Cu permisiunea utilizatorului, sistemul de operare găsește, descarcă, instalează și configurează actualizările existente în mod automat.

### Comunitate
Ubuntu pune accent pe implicarea comunității formate în jurul său în procesul de dezvoltare.
Există un număr de forumuri oficiale unde discuția despre sistemul de operare este încurajată. Canonical găzduiește liste de discuții prin mail pentru dezvoltatori, liste ce sunt în același timp deschise publicului larg. Utilizatorii se pot informa din weblog-ul comunității cu privire la ultimele desfășurări de evenimente.

## Clasificarea software-ului și suportul tehnic oferit pentru acesta
Ubuntu împarte software-ul disponibil în patru categorii, denumite „componente”. Această împărțire a fost făcută pentru a sublinia diferențele de licențiere și suport tehnic disponibil. Componentele sunt: Main, Restricted, Universe și Multiverse.
Componentele Main și Universe conțin software compatibil cu cerințele de licențiere Ubuntu, cerințe ce corespund în mare parte cu cele ale proiectului Debian. Main poate conține software proprietar și fonturi ce nu pot fi modificate fără permisiune, însă a căror redistribuire nu este îngrădită din punct de vedere legal.
Componenta Restricted conține software cu restricții în ceea ce privește accesul la codul sursă, dar pentru care se acordă suport tehnic limitat, din pricina importanței software-ului. Se intenționează ca, pe viitor, componentele Main și Restricted să conțină tot software-ul necesar pentru un sistem de operare de uz general.
Programele pentru care nu se asigură suport tehnic sunt plasate în Universe (software liber) și Multiverse (software îngrădit de restricții legale, nu neapărat proprietar). Multiverse conține software ce poate încălca legile S.U.A. și/sau internaționale de proprietate intelectuală. Exemple de astfel de software sunt cele care permit redarea de formate multimedia brevetate. Din cauza statutului incert al decodării algoritmului de securitate a discurilor DVD în anumite părți ale lumii, programul Libdvdcss a fost șters din repozitoriile Ubuntu, dar poate fi în continuare descărcat de pe situl proiectului VideoLAN. Software-ul pentru codarea și decodarea mai multor formate proprietare precum Windows Media este de asemenea indisponibil implicit.
Ubuntu Backports este un proiect recunoscut oficial al cărui scop este implementarea de versiuni noi ale anumitor programe în versiunile de Ubuntu deja existente. Repozitoriul Ubuntu Backports nu este la fel de cuprinzător precum celelalte și este alcătuit predominant din pachete cerute de utilizatori. Acestea sunt aprobate după ce au trecut de un anume control tehnic de calitate.
Utilitare neoficiale, precum EasyUbuntu sau Automatix, încearcă să automatizeze instalarea și configurarea de software ce nu este disponibil pe căi oficiale din motive legale sau ideologice. Echipa ce dezvoltă Ubuntu nu recomandă folosirea acestor soluții, cunoscute pentru tendința lor de a ridica probleme de compatibilitate la actualizarea de ansamblu a distribuției.
Ubuntu are un sistem oficial de certificare pentru software proprietar creat de terți, iar Canonical întreține un repozitoriu numit Commercial, special pentru astfel de programe, pentru care a obținut dreptul de redistribuire. În acest moment, Commercial conține navigatorul web Opera și programul de redare multimedia RealPlayer.

### Personal Package Archive
Personal Package Archive (PPA) este un depozit de software creat de terți pentru sistemul de operare Ubuntu. Un PPA este o pagină web pe site-ul Launchpad.net și conține aplicații care pot fi instalate în Ubuntu ca depozit Advanced Packaging Tool (APT). Utilizatorii Ubuntu apelează la un PPA pentru a obține software și versiuni care nu sunt incluse în depozitul oficial.

## Versiuni
Fiecare versiune de Ubuntu este identificată printr-un număr (ce denotă luna și anul lansării) și un nume de cod sub forma de aliterație. De exemplu, în aprilie 2007 a apărut versiunea 7.04 Feisty Fawn. Canonical oferă suport tehnic pentru majoritatea versiunilor timp de 18 luni de la lansare, excepție făcând versiunea 6.06 LTS Dapper Drake, ce beneficiază de suport pe termen lung.

### Lista versiunilor
| Versiune  | Data lansării     | Nume de cod       | Versiune Kernel           | Suportat până la                              | Comentarii |
| --------- | ----------------- | ----------------- | ------------------------- | --------------------------------------------- | --- |
| 4.10      | 20 octombrie 2004 | Warty Warthog     | 2.6.9                     | 30 aprilie 2006                               | Versiunea inițială, suport pentru x86, x86-64, PowerPC. ShipIt. |
| 5.04      | 8 aprilie 2005    | Hoary Hedgehog    | 2.6.11                    | 31 octombrie 2006                             | Este inclus managerul de actualizări, compatibilitatea cu Kickstart, suport mai bun pentru laptopuri.                                                                                |
| 5.10      | 13 octombrie 2005 | Breezy Badger     | 2.6.13                    | 13 aprilie 2007                               | Este introdus un proces grafic de pornire (USplash), suport pentru instalări OEM, GCC 4.0                                                                                            |
| 6.06 LTS  | 1 iunie 2006      | Dapper Drake      | 2.6.15                    | 14 iulie 2009 (desktop) 1 iunie 2011 (server) | LiveCD și program de instalare pe același disc, instalare grafică |
| 6.10      | 26 octombrie 2006 | Edgy Eft          | 2.6.18                    | 25 aprilie 2008                               | Raportarea automată a problemelor, Upstart |
| 7.04      | 19 aprilie 2007   | Feisty Fawn       | 2.6.19                    | 19 octombrie 2008                             | Migrație asistată, KVM, posibilitatea de instalare facilă a codecurilor și driverelor proprietare, efecte speciale, suport Wi-Fi; arhitectura PowerPC nu mai este suportată oficial. |
| 7.10      | 18 octombrie 2007 | Gutsy Gibbon      | 2.6.20                    | 18 aprilie 2009                               | Efecte speciale prezente implicit, instalare fără nevoia de supraveghere, integrare cu tehnologia Click'N'Run                                                                        |
| 8.04 LTS  | 24 aprilie 2008   | Hardy Heron       | 2.6.24                    | 12 mai 2011 (desktop) 9 mai 2013 (server)     | |
| 8.10      | 30 octombrie 2008 | Intrepid Ibex     | 2.6.27                    | 30 aprilie 2010                               | |
| 9.04      | 23 aprilie 2009   | Jaunty Jackalope  | 2.6.28                    | 23 octombrie 2010                             | A fost introdus sistemul de fișiere Ext 4, un nou tip de notificări |
| 9.10      | 29 octombrie 2009 | Karmic Koala      | 2.6.31                    | 30 aprilie 2011                               | A fost introdus Xsplash și boot-area nu mai folosește usplash, folosește alt modul.                                                                                                  |
| 10.04 LTS | 29 aprilie 2010   | Lucid Lynx        | 2.6.32                    | 9 mai 2013 (desktop) aprilie 2015 (server)    | Are o nouă interfață grafică, "Light". A fost creat un serviciu special "Ubuntu One Music" pentru a putea procura muzică online.                                                     |
| 10.10     | 10 octombrie 2010 | Maverick Meerkat  | 2.6.35                    | 10 aprilie 2012                               | |
| 11.04     | 28 aprilie 2011   | Natty Narwhal     | 2.6.38                    | 28 octombrie 2012                             | Se introduce interfata grafica Unity |
| 11.10     | 13 octombrie 2011 | Oneiric Ocelot    | 3.0                       | 9 mai 2013                                    | |
| 12.04 LTS | 26 aprilie 2012   | Precise Pangolin  | 3.2, 3.5, 3.8, 3.11, 3.13 | aprilie 2017                                  | |
| 12.10     | 18 octombrie 2012 | Quantal Quetzal   | 3.5                       | aprilie 2014                                  | |
| 13.04     | 25 aprilie 2013   | Raring Ringtail   | 3.8                       | ianuarie 2014                                 | |
| 13.10     | 17 octombrie 2013 | Saucy Salamander  | 3.11                      | iunie 2014                                    | |
| 14.04 LTS | 17 aprilie 2014   | Trusty Tahr       | 3.11, 3.13, 3.16          | aprilie 2019                                  | Va oferi suport pentru smartphonuri, tablete, ecrane TV și smart. |
| 14.10     | 23 aprilie 2014   | Utopic Unicorn    | 3.16                      | iulie 2015                                    | Va include în mod implicit Unity 8 rulând nativ pe Mir. |
| 15.04     | 23 octombrie 2015 | Vivid Vervet      | 3.19                      | ianuarie 2016                                 | |
| 15.10     | 22 octombrie 2015 | Wily Werewolf     | 4.2                       | iulie 2016                                    | |
| 16.04 LTS | 21 aprilie 2016   | Xenial Xerus      | 4.4                       | aprilie 2021                                  | |
| 16.10     | 13 octombrie 2016 | Yakkety Yak       | 4.8                       | iulie 2017                                    | |
| 17.04     | 13 aprilie 2017   | Zesty Zapus       | 4.10                      | ianuarie 2018                                 | |
| 17.10     | 19 octombrie 2017 | Artful Aardvark   | 4.13                      | iulie 2018                                    | Va introduce în mod implicit GNOME 3. |
| 18.04 LTS | 26 aprilie 2018   | Bionic Beaver     | 4.15                      | aprilie 2023                                  | |
| 18.10     | 20 octombrie 2018 | Cosmic Cuttlefish | 4.18                      | iulie 2019                                    | |
| 19.04     | 18 aprilie 2019   | Disco Dingo       | 5.0                       | ianuarie 2020                                 | |
| 19.10     | 17 octombrie 2019 | Eoan Ermine       | 5.3                       | iulie 2020                                    | |
| 20.04 LTS | 23 aprilie 2020   | Focal Fossa       | 5.4                       | aprilie 2025                                  | |
| 20.10     | 22 octombrie 2020 | Groovy Gorilla    | 5.8                       | iulie 2021                                    | |
| 21.04     | 22 aprilie 2021   | Hirsute Hippo     | 5.11                      | ianuarie 2022                                 | |
| 21.10     | 14 octombrie 2021 | Impish Indri      | 5.13                      | iulie 2022                                    | Gnome 40 |

| Legendă:                      | Legendă:                                        | Legendă:               | Legendă:          | Legendă:                              | Legendă:             |
| ----------------------------- | ----------------------------------------------- | ---------------------- | ----------------- | ------------------------------------- | -------------------- |
| nu se mai oferă suport tehnic | se mai oferă suport doar pentru varianta Server | se oferă suport tehnic | versiunea curentă | versiune în dezvoltare (alpha & beta) | versiune planificată |

### Schimbări apărute
Prima versiune, 4.10, a venit cu o unealtă de management a actualizărilor și facilități sporite pentru laptopuri. De asemenea, a fost prima versiune ce a permis raportarea bugurilor prin Launchpad. A treia versiune, 6.06 LTS, a fost prima versiune de Ubuntu care a contopit atât LiveCD-ul, cât și CD-ul de instalare pe un singur disc. Patru luni mai târziu, 6.10 a fost lansat împreună cu o unealtă de raportare automată a problemelor întâlnite în utilizare și un nou sistem de pornire a calculatorului, denumit Upstart. Cea mai recentă versiune vine cu suport pentru access Wi-Fi protejat, o modalitate mai ușoară de a instala codec-uri video și software proprietar, efecte speciale pentru spațiul de lucru (opțional). În timpul procesului de instalare, Ubuntu poate detecta Windows XP și poate transfera date din conturile utilizatorilor în noul sistem.
Următoarea versiune va aduce cu sine mai multe efecte speciale, posibilitatea instalării fără supraveghere și suport pentru tehnologia Click'n'Run aparținând Linspire.

### Suport pe termen lung
Versiunea 6.06, nume de cod „Dapper Drake” este prima versiune ce oferă suport tehnic extins. Pentru utilizatorii obișnuiți, Canonical va oferi suport timp de trei ani de la data lansării, iar pentru varianta server - 5 ani.
Ubuntu 6.06 LTS conține GNOME 2.14, Mozilla Firefox 1.5.0.3, OpenOffice.org 2.0.2, X.org 7.0, GCC 4.0.3 și versiunea 2.6.15 a nucleului Linux. Prima actualizare de mentenanță, 6.06.1, a apărut pe 10 august 2006 și este distribuită alături de versiunile recente ale Ubuntu.

### Cerințe de sistem
Cea mai recentă versiune necesită un minimum de 256 MO RAM și cel puțin 3 GO spațiu liber pe hard disc pentru o instalare standard. Versiunea destinată serverelor necesită minimum 64 MO RAM și 500 MO spațiu liber.

## Versiuni derivate și variante
Diversele derivate și variante Ubuntu se împart în două mari categorii:
- Variante dezvoltate de și în interiorul comunității Ubuntu. Reprezintă analogul distribuțiilor personalizate din jurul proiectului Debian.
- Derivate create de terți din afara comunității Ubuntu.

### Derivate oficiale
- Kubuntu, folosește KDE ca mediu de lucru în loc de Unity.
- Edubuntu, destinat sistemului educațional, un sistem de operare ce poate fi folosit fără probleme de către copii.
- Xubuntu, folosește Xfce ca mediu de lucru în loc de Unity, destinat calculatoarelor cu configurații slab performante.
- Lubuntu, folosește LXDE ca mediu de lucru în loc de , destinat calculatoarelor cu configurații slab performante.
- Ubuntu Server Edition, sistem de operare axat pe servere, acesta nu include un mediu de lucru (Xfce,GNOME,KDE ș.a.m.d)
- Ubuntu Studio, sistem de operare axat pe activitate multimedia și destinat pentru artiști.
- Gobuntu, sistem de operare care are în componența sa exclusiv software liber.
- MyThBuntu Axat pe multimedia

Ubuntu, Kubuntu și Edubuntu sunt singurele versiuni ce pot fi comandate prin serviciul ShipIt.

### Derivate neoficiale
Pe lângă derivativele oficiale Ubuntu, suportate de Canonical, comunitățile Ubuntu a dezvoltat un șir de sisteme de operare care au ca bază Ubuntu .
- Fluxbuntu, folosește managerul de ferestre Fluxbox.
- Ubuntu Lite, folosește managerul de ferestre IceWM.
- Elbuntu, folosește managerul de ferestre Enlightenment.

### Derivate specializate
- Mark Shuttleworth a susținut crearea unei distribuții bazate pe Ubuntu care sa fie compusă exclusiv din software liber. Aceasta va fi lansată odată cu versiunea 7.10. Un proiect similar, gNewSense, a fost lansat pe 2 noiembrie 2006. gNewSense nu este o versiune oficială de Ubuntu.
- LinuxMCE (Linux Media Center Edition) este o alternativă la sistemul de operare Windows Media Center.
- Scibuntu are scopul declarat de a facilita accesul la programe științifice.
- xUbuntu (a nu se confunda cu Xubuntu), este o versiune de Ubuntu modificată astfel încât să poată fi instalată atât pe PC cât și pe Xbox.

Un zvon foarte răspândit a susținut că Google va distribui o variantă de Ubuntu numită Goobuntu. Google a creat o distribuție Linux numită ChromeOS ce este bazată pe Gentoo Linux.

## Suport tehnic
Ubuntu beneficiază atât de suport tehnic specializat, furnizat contra cost, cât și de suport gratuit, oferit de către comunitate prin mai multe căi: forumuri web, camere de discuții IRC, documentație oficială, wiki.

## Reacții
Statisticile Google Trends indică o creștere a numărului de căutări după „Ubuntu” față de alte distribuții Linux. De asemenea, DistroWatch indică Ubuntu ca fiind cea mai populară distribuție Linux în ultimii doi ani. În mai 2006 Mark Shuttleworth a susținut că mai mult de șase milioane de discuri cu versiunea 5.10 au fost distribuite la nivel mondial.
Situl LinuxQuestions.org a ales Ubuntu drept distribuția anului 2006. Parlamentul francez a hotărât ca toate calculatoarele folosite în instituție să migreze pe Ubuntu Linux.
Ubuntu și Canonical au primit critici din partea comunității față de decizia de a include un număr mare de drivere proprietare într-o instalare standard. Drept urmare, aceste componente au devenit opționale în versiunea 7.04. Ubuntu a fost criticat de comunitatea din jurul proiectului Debian pentru faptul că, în opinia lor, s-a depărtat prea mult de Debian, riscând în acest fel să cauzeze o ruptură majoră între cele două proiecte.